# تاريخ المشاة الخفيفة البريطانية
يعود تاريخ المشاة الخفيفة البريطانية إلى الأيام الأولى للجيش البريطاني، عندما أضافت القوات غير النظامية والمرتزقة مهارات جديدة على قتال المشاة الخفيفة. منذ بداية القرن التاسع عشر، كرّس الجيش بعض أفواج الخط لتكون قوات للمشاة الخفيفة، وتم تدريبهم وفق نظام شورنكليف الذي ابتكره السير جون مور والسير كينيث ماكنزي دوغلاس. أُطلق على المشاة الخفيفة لقب «لايت بوبز» الذي استُخدم لأول مرة خلال حرب الاستقلال الأمريكية، وأُطلق بشكل شائع على الفرقة الخفيفة خلال الحروب النابليونية.

## نشأة المشاة الخفيفة البريطانية
حتى بداية القرن التاسع عشر، اعتمد الجيش البريطاني على القوات غير النظامية والمرتزقة في تشكيل معظم المشاة الخفيفة. أظهرت المشاة الخفيفة أداءً عاليًا خلال حرب السنوات السبع (أو الحرب الفرنسية والهندية)، ولا سيما معركة كيبك عندما تسلّقوا المنحدرات واشتبكوا مع القوات الفرنسية على ذرا سهول أبراهام. في الحرب الفرنسية والهندية والحروب الأمريكية، أدت الحاجة إلى المزيد من المناوشين والكشّافة إلى إعارة مؤقتة لسرايا الخط النظامية. تم تسريح السرايا المدرَّبة تدريبًا خاصًا عندما انخفضت الحاجة إليها، إذ اعتاد ضباط الجيش النظامي على التقليل من أهميتها. يعود الفضل إلى اللورد جورج هاو في بدء التشجيع على تخصيص فوج لتدريب المشاة الخفيفة، استنادًا إلى تكتيكات معارك دول الغابات الأمريكية، خلال حملة تيكونديروغا عام 1758. منذ عام 1770، تعيّن على الأفواج النظامية تضمين سرية من المشاة الخفيفة في تشكيلها، لكن تدريب هذه القوات الخفيفة كان غير متسق وغير كافٍ في أغلب الأحيان. عند بدء إعادة هيكلة الجيش البريطاني في أواخر القرن الثامن عشر، لمس دوق يورك حاجة لوجود قوات خفيفة مخصصة. من المؤكد أن عدم وجود مثل هذه القوات قد أثار قلق الجيش البريطاني الذي خاض حديثًا حربًا ضد نابليون ومشاته الخفيفة الخبيرة «الصيّادون». خلال السنوات الأولى من الحرب ضد فرنسا الثورية، تلقّى الجيش البريطاني الدعم من مرتزقة ألمانيا والبلدان المنخفضة لتشكيل أفواج المشاة الخفيفة، بما في ذلك فوج المشاة 60 البريطاني.